# María Cambrils
 (mars 2022).
La mise en forme du texte ne suit pas les recommandations de Wikipédia : il faut le « wikifier ».
Les points d'amélioration suivants sont les cas les plus fréquents. Le détail des points à revoir est peut-être précisé sur la page de discussion.
- Les titres sont pré-formatés par le logiciel. Ils ne sont ni en capitales, ni en gras.
- Le texte ne doit pas être écrit en capitales (les noms de famille non plus), ni en gras, ni en italique, ni en « petit »…
- Le gras n'est utilisé que pour surligner le titre de l'article dans l'introduction, une seule fois.
- L'italique est rarement utilisé : mots en langue étrangère, titres d'œuvres, noms de bateaux, etc.
- Les citations ne sont pas en italique mais en corps de texte normal. Elles sont entourées par des guillemets français : « et ».
- Les listes à puces sont à éviter, des paragraphes rédigés étant largement préférés. Les tableaux sont à réserver à la présentation de données structurées (résultats, etc.).
- Les appels de note de bas de page (petits chiffres en exposant, introduits par l'outil «  Source ») sont à placer entre la fin de phrase et le point final[comme ça].
- Les liens internes (vers d'autres articles de Wikipédia) sont à choisir avec parcimonie. Créez des liens vers des articles approfondissant le sujet. Les termes génériques sans rapport avec le sujet sont à éviter, ainsi que les répétitions de liens vers un même terme.
- Les liens externes sont à placer uniquement dans une section « Liens externes », à la fin de l'article. Ces liens sont à choisir avec parcimonie suivant les règles définies. Si un lien sert de source à l'article, son insertion dans le texte est à faire par les notes de bas de page.
- La présentation des références doit suivre les conventions bibliographiques. Il est recommandé d'utiliser les modèles {{Ouvrage}}, {{Chapitre}}, {{Article}}, {{Lien web}} et/ou {{Bibliographie}}. Le mode d'édition visuel peut mettre en forme automatiquement les références.
- Insérer une infobox (cadre d'informations à droite) n'est pas obligatoire pour parachever la mise en page.

Pour une aide détaillée, merci de consulter Aide:Wikification.
Si vous pensez que ces points ont été résolus, vous pouvez retirer ce bandeau et améliorer la mise en forme d'un autre article.
María Cambrils Sendra, née à El Cabañal, Valence en 1878 et morte à Pego le 22 décembre 1939, est une écrivaine et féministe espagnole. Autodidacte, elle a fait partie de l'élite intellectuelle de la classe ouvrière en tant que auteure d'articles et conférencière. Elle a publié de nombreux articles dans la presse ouvrière, spécialement El Socialista. Elle est auteure du livre Feminismo socialista (1925), un référent sur les droits des femmes et l'action féministe et socialiste.

## Biographie
Elle a vécu la plupart de sa vie à Valencia où ses parents (un ouvrier et une mère analphabète) ont émigré de Pego (Alicante). Elle s’est mariée avec José Martínez Dols. À la mort d'est la recherche sur sa vie indique qu'il a résidé dans un couvent sans identifier et qu'il a même pu y avoir été religieuse pendant une saison après enviudar. Dans ses écrits il rappelle sa "vie conventual" et démontre le je manie de textes religieux avec solvabilité, pourtant ne se sont pas localisé des données précises. ils non plus se connaissent des détails de comment il s'a produit le virement de sa vie lorsque depuis le décennie des ans dix a connu à celui que il a été son collègue José Alarcón Herrero (es), ancien leader anarchiste né en Jumilla et membre du Parti Socialiste Ouvrier Espagnol (PSOE) aussi bien qu'elle,.
Dans ses écrits, elle explique que ce sont ses lectures et ses discussions avec une voisine de Valence qui lui ont ouvert les yeux sur la doctrine de la rédemption prolétarienne et le rôle que les femmes devaient y jouer.
Entre 1924 et 1933, elle a écrit des centaines d'articles dans la presse ouvrière, principalement dans El Socialista, média où elle était pratiquement la seule femme à contribuer régulièrement, publiant ses articles aux côtés de ceux du fondateur Pablo Iglesias, Julián Besteiro, Andrés Saborit, Indalecio Prieto ou Largo Caballero. Elle a aussi collaboré avec El Pueblo, El obrero de Elche, Revista Popular, El obrero Balear, El Popular, Mundo Obrero et La Voz del Trabajo.
Elle a aussi collaboré avec Le Village, L'ouvrier de Elche, Revue Populaire, L'Ouvrier Balear, Le Populaire, Monde Ouvrier et la La Voix du Travail. 
Ses textes portent souvent sur la situation des femmes et la nécessité d'une action féministe, aussi dans son parti, elle reprochait à ses militants qu’ils n’étaient pas suffisamment actifs dans la libération de leurs camarades féminins.
En 1925, elle a publié à Valence le livre Feminismo Socialista prologué par Clara Campoamor, texte de grande répercussion, considéré fondamental dans l'évolution du féminisme de gauche par les historiennes, et l'une des premières œuvres publiées en espagnol sur la relation intime entre ces deux concepts. Elle y aborde le féminisme de classe engagé avec l'époque de l'Espagne du premier tiers du XXe siècle. Elle a financé une édition, dédiée à Pablo Iglesias, à qui elle appelait « vénérable maître » et dont la recette était pour l’imprimerie de El Socialista. « Todo hombre que adquiera y lea este libro deberá facilitar su lectura a las mujeres de su familia y de sus amistades, pues con ello contribuirá a la difusión de los principios que conviene conozca la mujer en bien de las libertades ciudadanas”[1], affirmait-on dans l’introduction. Le livre a été réédité en 1992 par l'Association Clara Campoamor, de Bilbao.
En 1933, pour des raisons de santé, elle s'est installée avec José Alarcón à Pego, où il est conseiller municipal et secrétaire général du Groupe Socialiste, dirigeant de l'UGT et membre du Conseil d'administration de la Casa del Pueblo de 1933 à 1939. À la fin de la guerre civile, et bien qu’on n’ait pas pu prouver des crimes de sang, Alarcón a été fusillé à Alicante avec Aquilino Barrachina et d’autres socialistes de Pego le 11 avril 1940. María Cambrils, soignée par ses nièces pendant une maladie alors qu'Alarcón était en prison, est morte le 22 décembre 1939. Elle a été enterrée dans une fosse sans nom et sans pierre tombale.

### Une histoire ignorée pendant des années
La connaissance des aspects biographiques de María Cambrils est récente. La seule photographie d'elle connue, incluse dans cet article, a été publiée pour la première fois en 2004 par Elvira Cambrils. D'après les dires de la journaliste Rosa Solbes, dans certains milieux, on a même pensé que María Cambrils était le pseudonyme d'un homme jusqu'à trouver des témoignages de survivants qui avaient des données spécifiques sur l’auteure, comme ceux du vétéran de la CNT Leonardo Herández ou Juan Bautista Pons, garde d’assaut pendant la Deuxième République.
En avril 2015 l'Université de Valence a publié une monographie intitulée María Cambrils, el despertar del feminismo socialista, qui contient sa biographie, son livre Feminismo Socialista et plus d'une centaine d'articles publiés entre 1924 et 1933 dans Le Socialista, L'Ouvrier Balear, Le Village, Revue Populaire... Le travail a été réalisé par la journaliste Rose Solbes, l'historienne Ana Aguado et l'archiviste Joan Miguel Almela avec préface de Carmen Alborch.

### Feminisme Socialiste
María Cambrils a représenté un tournant dans la formulation des approches égalitaires et féministes au sein du socialisme dans le premier tiers du  XXe siècle en Espagne, selon des chercheurs de l'Université de Valence qui, en 2015, ont récupéré dans le livre María Cambrils, el despertar del feminismo socialista son travail et sa biographie.
Inspirée par August Bebel Cambrils elle a écrit: "nous les femmes ouvrières ne pouvons pas oublier que la seule force politique bonne qui défend le féminisme, est le socialisme" et a défini son œuvre comme "plaidoyer contre l'injustice, l'oppression, le mariage indissoluble et la violence avec les maladies cardiaques.
Dans ses textes, elle défend le lien essentiel entre socialisme et féminisme et questionne le rôle de l'Église, institution qui, selon elle, ne conserve rien de l'esprit compatissant du défenseur des plus faibles. Elle parle aussi du suffrage des femmes, de l'enseignement, de la maternité, de la recherche sur la paternité, du féodalisme agricole, de  l'antiféminisme déguisé, du divorce, des avancées et des problèmes des femmes ailleurs dans le monde, et l'organisation des femmes. Elle affronte également la misogynie ouvrière, critique le fait que nombre de ses collègues ne se soucient pas de l'égalité et l'éducation de leurs compagnes, et dénonce qu'ils ne se battent pas pour le suffrage. "La femme moderne -écrit-elle aspire à coparticiper au droit, non à s'imposer, comme le prétendent  capricieusement les ennemis du féminisme. Nous ne voulons pas la miséricorde mais justice",.

## Reconnaissances
Au début de la transition espagnole, en 1976, un groupe d'économistes socialistes de Valence, dont faisaient partie Ernest Lluch et Dolors Bramon entre autres, prend le nom de María Cambrils. Ils écrivent plusieurs articles dans l'hebdomadaire Dos y  Dos sur les femmes dans le contexte économique de l'époque et la simultainéité nécessaire du feminismo et le socialisme.
À Bilbao, le Centre d'Information, de l'enfance, de la jeunesse et la femme d'euskadi porte son nom.
L'exposition "100 femmes espagnoles qui ont ouvert la voix à l'égalité" organisée par l'Institut de la Femme Espagnole, lui a consacré une référence où il n'y avait presque pas d'information outre celle qui apparaisait dans la couverture de son livre.
En janvier de 2016, le Conseil par la femme et l'égalité de la mairie de Valence a inclus le nom de María Cambrils dans la liste de noms proposés pour récupérer l'histoire des femmes à travers les noms des rues de la ville.
La ville valencienne de Pego (d'où provient sa famille) a mis son nom à une place, et à Pincanya, près  de Valence, à une passerelle.
En 2019, la Fondation créée par le Parti Socialiste du Pays valencien (PSPV-PSOE) porte son nom ainsi que les prix pour l'égalité que l'UGT du Pays valencien octroie tous les 8 mars.

## Œuvres
- Feminismo Socialista (1925) Valencia, Tipografía Las Artes
- El Socialista Colaboraciones y artículos (1925-26)